# Free Spirits
Free Spirits was de Belgische inzending van het Junior Eurovisiesongfestival 2004. De groep bestond uit drie op het moment 15-jarige jongens – Fabrice Morelle, Olivier Losciuto en Samuel Evrard – afkomstig uit Luik, in Wallonië.
Het trio ontmoette elkaar op school, en ongeveer een jaar voor hun deelname aan het Songfestival stelden ze de band samen. Olivier bespeelt het drumstel, Fabrice het keyboard en Samuel bespeelt de gitaar en zingt.
Het groepje werd tiende met hun rockliedje 'Accroche-toi' ('Hou vol'), over de moeilijkheden van het tienerschap met 37 punten.
2003: X!NK · 
2004: Free Spirits · 
2005: Lindsay · 
2006: Thor! · 
2007: Trust · 
2008: Oliver · 
2009: Laura · 
2010: Jill & Lauren · 
2011: Femke · 
2012: Fabian